# Frédéric Keck
Pour l’article homonyme, voir Keck.
Frédéric Keck, né à Villeurbanne le 30 novembre 1974,, est un historien de la philosophie et anthropologue français.

## Éléments biographiques
Frédéric Keck a étudié la philosophie à l'École normale supérieure de Paris et l'anthropologie à l'Université de Californie à Berkeley.
Il s'est spécialisé dans les œuvres de Lucien Lévy-Bruhl, Henri Bergson et Claude Lévi-Strauss, sur lesquelles il a soutenu une thèse en 2003 sous la direction de Pierre Macherey à l'Université Lille III. Il a contribué à l'édition scientifique de Deux sources de la morale et de la religion de Bergson, des Œuvres de Lévi-Strauss dans la bibliothèque de la Pléiade et de La Mentalité primitive et L'Expérience mystique et les symboles de Lévy-Bruhl.
Entré au CNRS en 2005, il y a effectué des recherches sur les risques alimentaires et les maladies animales à Paris et Hong Kong, travaillant notamment au Centre d'études français sur la Chine contemporaine et au Centre de recherche HKU-Pasteur. Il a obtenu la médaille de bronze du CNRS en 2011.
Il dirige le département de la recherche et de l'enseignement du musée du quai Branly en 2014, succédant à Anne-Christine Taylor.
Il soutient son habilitation à diriger des recherches le 27 avril 2017, avec pour garant Philippe Descola.
En 2018, il est nommé directeur de recherche au CNRS, et est élu directeur du Laboratoire d'anthropologie sociale (Collège de France, CNRS, EHESS).
Depuis 2014, il est membre de l'Institut Canadien d'Etudes Avancées, avec lequel il mène des recherches sur le microbiome dans l'Afrique post-coloniale, en collaboration avec l'Institut Fondamental d'Afrique Noire à Dakar.  

## Publications (sélection)
- Lévi-Strauss et la pensée sauvage, Paris, PUF, coll. « Philosophies », 2004  (ISBN 2-13-053583-6)
- Claude Lévi-Strauss, une introduction, Paris, La Découverte-Pocket, coll. « Agora. Une introduction », 2005  (ISBN 2-266-14374-3)
- Lucien Lévy-Bruhl : entre philosophie et anthropologie. Contradiction et participation, Paris, Éditions du CNRS, 2008
- Un monde grippé, Paris, Flammarion, 2010
- Valeurs et matérialités (éd.), Paris, Presses de l’ENS-musée du quai Branly, 2019
- Les Sentinelles des pandémies. Chasseurs de virus et observateurs d’oiseaux aux frontières de la Chine, Bruxelles, Zones sensibles, 2020 - Prix Léon-de-Rosen de l'Académie française (tr.fr. de Avian Reservoirs: Virus Hunters and Birdwatchers in Chinese Sentinel Posts, Durham, Duke University Press)
- Signaux d’alerte. Contagion virale, justice sociale, crises environnementales, Paris, Desclée de Brouwer, 2020
- Préparer l’imprévisible. Lévy-Bruhl et les sciences de la vigilance, Paris, PUF, 2023 (tr. fr. de  How French Moderns Think. Lévy-Bruhl, from “primitive mentality” to contemporary pandemics, University of Chicago Press, Hau Books)

### Collaborations
- Avec Ghislain Waterlot (édition), sous la direction de Frédéric Worms, Les Deux Sources de la morale et de la religion, Le Choc Bergson, la première édition critique de Bergson, Paris, PUF, 2008
- Avec Mélanie Plouviez, Le Vocabulaire de Durkheim, Paris, Ellipses, coll. « Vocabulaire de... », 2008  (ISBN 978-2-7298-3734-1)
- Avec Vincent Debaene, Claude Lévi-Strauss : l'homme au regard éloigné, Paris, Gallimard, coll. « Découvertes Gallimard/Littératures » (no 543), 2009
- Avec Noelie Vialles, Des hommes malades des animaux, Cahiers d'anthropologie sociale, Paris, L'Herne, 2012
- Avec Andrew Lakoff, « Sentinel devices », Limn, n° 3
- Avec Ann Kelly et Christos Lynteris, The Anthropology of Epidemics, Londres, Routledge, 2019
- Avec Arnaud Morvan, Chauves-souris. Rencontres aux frontières entre les espèces, Paris, CNRS Editions, 2021
- Avec Martine Hossaert-McKey et Serge Morand, L’homme et l’animal. L’invention de nouveaux liens, Paris, Le Cherche-Midi, 2021
- Avec Pierre-Yves Cézard, L'Ara de Rosa. Les microbes, Bourron-Marlotte, Le sabot rouge, 2021

### Traduction
- Paul Rabinow, Le Déchiffrage du génome : l'aventure française (traduction de l'anglais et présentation), Paris, Odile Jacob, 2000  (ISBN 2-7381-0898-9)